# Труп невесты
«Труп невесты» (англ. Tim Burton's Corpse Bride, дословно «Труп-невеста» Тима Бёртона) — готический анимационный фильм в жанре тёмного фэнтези 2005 года, снятый Майком Джонсоном (в его режиссёрском дебюте) и Тимом Бёртоном по сценарию Джона Огаста, Кэролайн Томпсон и Памелы Петтлер, основанный на персонажах, созданных Бёртоном и Карлосом Грэнжелом. Действие фильма происходит в деревне викторианской эпохи. В фильме «Труп невесты» главную роль играет Джонни Депп, озвучивающий Виктора, а Хелена Бонэм Картер озвучивает Эмили, главную невесту. Фильм является международным совместным производством США и Великобритании, спродюсирован Tim Burton Productions и Laika Entertainment и распространен Warner Bros. Pictures. «Труп невесты» — первый полнометражный фильм в стиле покадровой анимации, снятый Бертоном после того, как ранее он снял «Кошмар перед Рождеством» (1993) и «Джеймс и гигантский персик» (1996).
«Труп невесты» черпал вдохновение из еврейской народной сказки 17-го века, с которой Джо Рэнфт познакомил Бертона, когда они заканчивали «Кошмар перед Рождеством». Работа над фильмом началась в ноябре 2003 года, когда Бёртон заканчивал «Крупную рыбу». Он продолжил работу над своим следующим игровым фильмом «Чарли и шоколадная фабрика», который снимался одновременно с «Трупом невесты». Производство покадровой анимации проходило на студии 3 Mills Studios в Лондоне. Съёмки производились на цифровые зеркальные фотоаппараты Canon EOS-1D Mark II, а не на 35-мм плёночные камеры, которые использовались для «Кошмара перед Рождеством». Бёртон сразу же привлёк к работе постоянных соавторов Деппа, Картера и Дэнни Эльфмана. «Труп невесты» посвящён исполнительному продюсеру Рэнфту, который умер во время съёмок фильма.
Премьера фильма «Труп невесты» состоялась на 62-м Венецианском международном кинофестивале 7 сентября 2005 года, а его премьера в кинотеатрах состоялась 23 сентября в США и 13 октября в Великобритании, после чего фильм практически сразу снискал коммерческий успех и отмечен множеством положительных отзывов у критиков. Фильм был номинирован на премию «Оскар» в категории «Лучший анимационный фильм» на 78-й церемонии вручения премии «Оскар».

## Сюжет
Действие мультфильма происходит в Великобритании викторианской эпохи. Юных Виктора и Викторию, даже не видевших друг друга, собираются поженить. Семья Виктора — богатые рыботорговцы Ван Дорты — хотят приобщиться к аристократическому (но обедневшему) роду Эверглотов, родителей Виктории.
Встретившись, Виктор и Виктория понимают, что созданы друг для друга. Однако на репетиции свадьбы Виктор волнуется, путает слова и после убегает в близлежащий лес, чтобы побыть наедине с собой и выучить брачный обет. Там ему наконец удаётся выговорить церемониальную фразу и даже надеть кольцо на попавший под руку сучок. Однако сучок оказывается пальцем мёртвой невесты, которая пробуждается от загробного сна и затаскивает новоявленного жениха в царство мёртвых.
Виктор приходит в себя в потустороннем мире. Как ни странно, этот мир в фильме гораздо веселее, красочнее и жизнерадостнее, чем мир живых. Там Виктор узнаёт историю Трупа Невесты, Эмили. Некогда приезжий обаятельный аристократ соблазнил её и уговорил бежать с ним, но потом убил и забрал семейные драгоценности. Очнувшись и поняв, что она мертва, Эмили поклялась, что будет ждать настоящей любви, — и вот появился Виктор, произнесший слова свадебной клятвы и надевший ей кольцо на палец. Виктор, догадавшись, что оказался женихом покойницы, приходит в ужас. Не подозревая, что произошла ошибка, Эмили дарит ему свадебный подарок. Этим подарком оказывается покойный пёс Виктора, который был у него в детстве. Он решает пойти на хитрость и, чтобы выбраться, предлагает Эмили подняться в мир живых под тем предлогом, что он должен познакомить её со своими родителями. В этом намерении «молодожёнам» помогает старейшина Гуткнехт.
Оказавшись наверху, Виктор оставляет Эмили ждать его в лесу, но идёт не к родителям, а к своей невесте, Виктории. На её расспросы, куда он пропадал, он рассказывает ей историю, которая приключилась с ним в лесу. Через некоторое время Эмили, не вытерпев, следует за ним и застаёт влюблённых вдвоём. Разгневанная, она снова утаскивает Виктора в мир мёртвых.
Виктор пытается объяснить Эмили, что их «свадьба» была недоразумением. Эмили в слезах уходит. Неожиданно умирает кучер Ван Дортов и, попав в подземный мир, рассказывает Виктору неутешительные новости сверху: родители выдают Викторию за неожиданно появившегося лорда Баркиса, который сумел произвести на них хорошее впечатление. Виктор внезапно понимает, что должна чувствовать Эмили, и проникается к ней симпатией. Вскоре он подслушивает разговор Эмили со старейшиной. Оказывается, венчание Виктора и Эмили недействительно: ведь клятвы брака даются лишь пока смерть не разлучит вступающих в брак. Для того, чтобы сделать брак настоящим, Виктор должен повторить слова клятвы наверху, в мире живых, и выпить яд. Эмили в ужасе: она никогда не смогла бы попросить Виктора об этом. Но вошедший Виктор соглашается. Весь мир мёртвых занят подготовкой свадьбы, более интересной тем, что она будет происходить наверху. Там живые пугаются мертвецов, но узнают в них покойных друзей и родных, после чего все радуются встрече. Тем временем лорд Баркис собирается забрать приданое Виктории и сбежать, но узнаёт, что у Эверглотов нет ни гроша. Виктория оставляет взбешённого Баркиса и идёт за процессией. Все горожане, живые и мёртвые, собираются в церкви. Виктор произносит слова клятвы. Но Эмили, увидев вошедшую Викторию, вдруг понимает, что пытается сделать своё счастье на чужом горе. Она не даёт Виктору выпить яд и соединяет его руку с рукой Виктории.
В этот момент в церкви появляется лорд Баркис. Он напоминает, что Виктория всё ещё его невеста, и пытается увести её силой. Внезапно Эмили узнаёт его: ведь это тот самый аристократ, который ограбил и убил её. Виктор встаёт на защиту Виктории; после непродолжительной схватки завладевшая оружием Эмили приказывает Баркису убираться. Все мертвецы горят желанием растерзать убийцу, но старейшина Гуткнехт не даёт им этого сделать, так как наверху они должны подчиняться правилам живых. Перед тем, как уйти, лорд Баркис произносит издевательский тост в честь Эмили и выпивает яд, который принял за вино. Он становится одним из мертвецов, и те утаскивают его в свой мир на суд.
Тем временем Эмили объясняет, что Виктор освободил её от клятвы, данной самой себе, и теперь она освобождает его от неудачного обета. Эмили выходит из церкви и бросает свой свадебный букет. Улыбнувшись на прощание и со вздохом облегчения, в лунном свете она превращается в стаю ночных бабочек. Виктор и Виктория выходят вслед за ней и, обнявшись, следят за тем, как бабочки улетают вдаль.

## Персонажи

### Семья Ван Дортов
- Виктор Ван Дорт (англ. Victor van Dort) — жених Виктории, сын богатых рыботорговцев. Робкий и добрый парень, очень худощав, умеет играть на фортепиано. Во время репетиции свадебной церемонии от волнения забыл слова клятвы и устроил в доме невесты большой беспорядок, в том числе нечаянно поджег платье будущей тёщи. В лесу, произнеся клятву полностью, Виктор случайно пробуждает к жизни Эмили, невесту, погибшую на этом месте много лет назад. Но Виктор не желает становиться её женихом, так как любит Викторию.
- Нелл Ван Дорт (англ. Nell van Dort) — женщина невероятных объёмов, жена Уильяма Ван Дорта и мать Виктора. На пару с мужем мечтает поскорее и повыгоднее женить сына. Именно про таких людей, как она, была написана знаменитая пьеса «Мещанин во дворянстве».
- Уильям Ван Дорт (англ. William van Dort) — муж Нелл Ван Дорт и отец Виктора. Быстро разбогатевший владелец крупного предприятия по торговле рыбой. Также поскорее старается посредством женитьбы сына выбиться в дворяне.

### Семья Эверглотов
- Виктория Эверглот (англ. Victoria Everglot) — юная симпатичная девушка, суженая Виктора Ван Дорта. Виктория не играет на фортепиано, так как её мать считает, что музыка для молодой леди — это «слишком страстно». Влюбляется в Виктора с первого взгляда. Когда Виктора на её глазах похищает мёртвая невеста Эмили, попыталась убедить в этом своих родителей и помочь ему, однако добилась лишь того, что они сочли её за сумасшедшую и заперли в собственной комнате (также в это не поверил и пастор Голдсвеллс, когда она просила у него помощи). Из-за того, что Виктор пропадает непосредственно перед свадьбой, родители принуждают её согласиться на брак с удачно подвернувшимся лордом Баркисом Биттерном. Однако впоследствии она разоблачает его гнусные планы и сбегает от него, попадая на свадьбу Виктора и Эмили. В конце воссоединяется с Виктором.
- Финис Эверглот (англ. Finis Everglot) — муж Мадлен и главный представитель дворянского рода Эверглотов. Его состояние стремительно приближается к нулю, и Финис Эверглот вынужден выдать свою единственную дочь, по его мнению, с лицом хорька (в оригинале — опозоренной выдры), за сына нуворишей — Виктора Ван Дорта.
- Мадлен Эверглот (англ. Maudeline Everglot) — жена Финиса Эверглота, высокая суровая дама и массивным подбородком, целиком и полностью поддерживающая своего бочкообразного мужа. Также недовольна сложившимся выбором — долговая яма или брак дочери с мещанином. Впоследствии лорд Баркис, втеревшись в доверие к леди Эверглот, предлагает именно себя в качестве жениха Виктории, на что Мадлен с радостью соглашается.

### Прочие
- Эмили (англ. Emily) — невеста из мира мёртвых и заглавная героиня произведения. Привлекательная и, несмотря на то, что была убита, нежная, ранимая, обаятельная девушка. Была обманута, ограблена и убита лордом Баркисом, после чего Эмили дала себе клятву, что не будет свободна до тех пор, пока не встретит настоящую любовь. Впоследствии пробуждается от клятвы Виктора, и, решив, что он её муж, утаскивает его с собой в мир мёртвых, однако позже узнаёт, что её брак с ним — всего лишь недоразумение, но тем не менее Виктор решает жениться на ней, тем самым исполнив своё обещание, данное ей. Однако она понимает, что Виктор любит другую девушку, и решает освободить его от клятвы и тем самым дать ему воссоединиться с Викторией. В конце фильма Эмили превращается в стаю бабочек.
- Баркис Биттерн (англ. Barkis Bittern) — заезжий лорд и главный антагонист фильма. Под видом родственника семейства Эверглотов попадает на репетицию свадьбы Виктора и Виктории, и в результате, в надежде получить богатства Эверглотов, становится мужем Виктории. Именно он и убил и ограбил Эмили. В конце фильма умирает, случайно выпив отравленное вино.
- Костотряс (англ. Bonejangles) — одноглазый скелет с манерами и обаянием плохого парня. Любитель джаза, шансонье таверны «Коленная чашечка». Именно он рассказывает историю Эмили очутившемуся в Мире Мёртвых Виктору. В русском переводе не указано точного имени Костотряса. Отчего встречаются различные вариации его имени, например, Бряцающий костями и т. д.
- Червячок (англ. Maggot) — опарыш («трупный червь»), живущий в голове Эмили. Время от времени играет роль совести и внутреннего голоса. Шепелявит.
- Чёрная Вдова (англ. Black Widow) — паучиха, подруга Невесты и Червячка. В набросках Бёртона к мультфильму встречаются сцены, намекающие на взаимные чувства между Червячком и Вдовой.
- Поль (англ. Paul) — главный официант заведения «Коленная чашечка», француз. Представляет собой отрубленную голову, перемещающуюся при помощи тараканов. Был казнён на гильотине.
- Старейшина Гуткнехт (англ. Elder Gutknecht) — старый скелет, держатель библиотеки магических книг Мира Мёртвых. Заботлив и мягкосердечен. Разводит воронов. Выполняет в Мире Мёртвых те же обязанности, что и Пастор Голдсвеллс в мире живых.
- Пастор Голсвеллс (англ. Pastor Galswells) — городской священник. Строгий, требовательный и безжалостный. Принимает Викторию за сумасшедшую, когда она рассказывает ему о том, что Виктор женился на трупе невесты, впоследствии женит её и лорда Баркиса.
- Мэйхью (англ. Mayhew) — кучер семейства Ван Дортов. Впоследствии умирает от непрекращающегося кашля и попадает в Мир Мёртвых, где сообщает Виктору о свадьбе Виктории и лорда Баркиса.
- Хильдегарда Шмидт (англ. Hildegarde Schmidt) — живёт в доме Эверглотов в качестве няни, компаньонки и служанки Виктории, очень добра и болезненно воспринимает беду Виктории, пытается её поддержать.
- Эмиль (англ. Emil) — дворецкий семейства Эверглотов. Очень элегантен и утончён в манерах. Имеет длинный острый «орлиный» нос и большие усы. В конце фильма, когда толпа мертвецов врывается в поместье Эверглотов, бросает своего господина на произвол судьбы и убегает.
- Глашатай (англ. Town Cryer) — городской глашатай, чьи обязанности — ходить по улицам с колокольчиком и громким криком сообщать горожанам последние новости. Формой тела напоминает большой колокол.

## Озвучивание
| Актёр               | Роль                                  |
| ------------------- | ------------------------------------- |
| Джонни Депп         | Виктор Ван Дорт                       |
| Хелена Бонэм Картер | Эмили мёртвая невеста                 |
| Эмили Уотсон        | Виктория Эверглот                     |
| Альберт Финни       | Финис Эверглот \ Дед Финиса Эверглота |
| Джоанна Ламли       | Мадлен Эверглот                       |
| Трейси Уллман       | Нелл Ван Дорт                         |
| Пол Уайтхаус        | Уильям Ван Дорт                       |
| Кристофер Ли        | Пастор Голдсвеллс                     |
| Ричард Э. Грант     | Баркис Биттерн                        |
| Трейси Уллман       | Хильдегарда                           |
| Пол Уайтхаус        | Мэйхью                                |
| Майкл Гоф           | Старейшина Гуткнехт                   |
| Пол Уайтхаус        | Поль главный официант                 |
| Дип Рой             | генерал Бонесапарт                    |
| Дэнни Эльфман       | Костотряс (Bonejangles)               |
| Енн Рейтел          | червячок                              |

## Производство

### Разработка
Фильм основан на еврейской народной сказке XVII века, с которой Джо Рэнфт познакомил Бёртона во время завершения работы над «Кошмаром перед Рождеством». Производство фильма началось в ноябре 2003 года, когда Бёртон завершал работу над «Крупной рыбой». Его следующий игровой фильм, «Чарли и шоколадная фабрика», снимался одновременно с «Трупом невесты». Сорежиссёр Майк Джонсон рассказал о более органичном подходе к режиссуре фильма: «В ситуации совместной режиссуры один режиссёр обычно снимает одну сцену, а другой — другую. Наш подход был более органичным. Тим знал, чего он хочет добиться в фильме, насколько эмоциональный тон и сюжетные повороты должны быть раскрыты. Моя задача заключалась в ежедневной работе со съёмочной группой и в том, чтобы максимально приблизить кадры к тому, что, по моему мнению, он хотел получить»

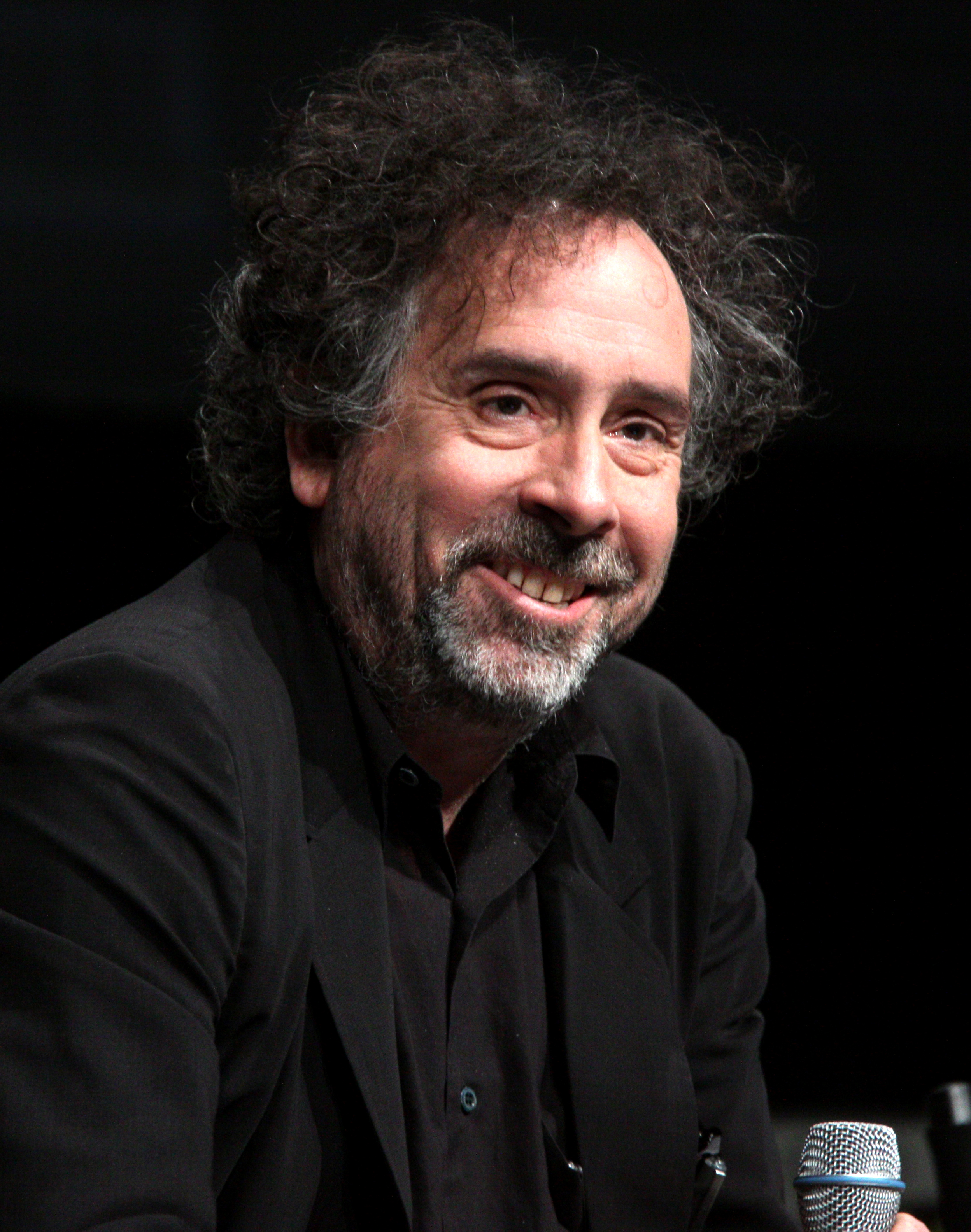
Тим Бёртон был сорежиссёром фильма.